# Купен (област Смолян)
 За другото българско село вижте Купен (Област Габрово).  
Купен е село в Южна България. То се намира в община Мадан, област Смолян.

## География
Село Купен се намира в планински район.